# Kenneth Chipungu
Kenneth Chipungu (* 10. Dezember 1953) ist ein Marketingspezialist und Politiker in Sambia.
Kenneth Chipungu war Bezirkskommissar von Luangwa und danach von Chongwe, beides offenbar direkt nach Charles Shawa, den er jeweils ablöste. Er hat sich in dieser Funktion sehr für den Anschluss an das nationale Stromnetz eingesetzt, hat Niederlassungen von Banken erreicht und die Gründung einer Radiostation.
Bei den Wahlen in Sambia 2006 konnte Kenneth Chipungu für das Movement for Multiparty Democracy das Mandat des Wahlkreises Rufunsa im Distrikt Chongwe in der Provinz Lusaka in der Nationalversammlung gewinnen. Im Oktober 2006 wurde er zum Minister der Nordwestprovinz ernannt. Bei den Wahlen in Sambia 2011 verteidigte er erfolgreich sein Mandat in Rufunsa.

## Privatleben
Kenneth Chipungu ist verheiratet und hat sechs Kinder.